# Товкай Олександр Михайлович
Олександр Товкай (укр. Олександр Товкай; нар. 27 січня 1996) — український спортсмен з сучасного п'ятиборства. Він візьме участь у літніх Олімпійських іграх 2024 року. Він брав участь у Європейських іграх 2023 року, де посів 12-те місце у фіналі й став єдиним українцем, який дійшов до фіналу і таким чином отримав олімпійську квоту на Ігри 2024 року.
Разом із Максимом Ахарушевим, Товкай виграв срібну медаль у чоловічій естафеті на Чемпіонаті світу 2024 року у Чженчжоу.
Товкай навчався в Національному університеті фізичного виховання і спорту України[джерело?].